# Iniistius cyanifrons
Iniistius cyanifrons là một loài cá biển thuộc chi Iniistius trong họ Cá bàng chài. Loài cá này được mô tả lần đầu tiên vào năm 1840.

## Từ nguyên
Từ định danh của loài cá này, cyanifrons, trong tiếng Latinh có nghĩa là "trán xanh" (cyano: "xanh lam" + frons: "trán"), hàm ý đề cập đến dải màu xanh lam trên trán, kéo dài đến vây lưng.

## Phạm vi phân bố và môi trường sống
I. cyanifrons có phạm vi phân bố ở Ấn Độ Dương. Đây là một loài đặc hữu của Ấn Độ, và hiện chỉ được quan sát ở vùng biển phía nam của quốc gia này.
I. cyanifrons có thể sống trên nền đáy cát như những loài họ hàng cùng chi với nó.

## Mô tả
I. cyanifrons trưởng thành có chiều dài tối đa là gần 15 cm. Trán dốc và cứng chắc là điểm đặc trưng của hầu hết các loài thuộc chi Iniistius. Điều này giúp chúng có thể dễ dàng đào hang dưới cát bằng đầu của mình.
Số gai ở vây lưng: 9; Số tia vây mềm ở vây lưng: 12; Số gai ở vây hậu môn: 3; Số tia vây mềm ở vây hậu môn: 12.